# فريدريكا فون استاد
فريدريكا فون استاد (بالإنجليزية: Frederica von Stade) (ولدت في الأول من يونيو 1945) هي مطربة ميزو-سوبرانوأمريكية.

## السيرة الذاتية
ولدت في سوميرفيل، نيو جيرسي.
وحصلت أثناء طفولتها على لقب «فليكا» (Flicka). التحقت فون استاد بـ كلية مانيس الموسيقية في مدينة نيويورك. وكان أول ظهور لها في أوبرا ميتروبوليتان (Metropolitan Opera) في عام 1970 وظهرت في عام 1971 في دور شيروبينو (Cherubino) في مسرحية زواج فيجارو (Le nozze di Figaro) في أوبرا سانتا في. «هناك اثنان من الوافدين الجدد اللذين تركا الجمهور منبهرين: وهما فريدريكا فون استاد في دور شيروبينو وكيري تي كاناوا (Kiri Te Kanawa) في دور السيدة النبيلة. حيث عرف الجميع فجأة أن هناك نجمتين رائعتين. وأكد التاريخ هذا الانطباع الأول لدى الجمهور.» وظل دور شيروبينو هو الدور الأكثر شهرة لها، وغنت في أول ظهور لها في أوروبا في فيرسايليس (Versailles) عام 1973، التي اعتبرت نقطة الانطلاق لها في مسيرتها المهنية العالمية. وبعد توقف دام ست سنوات عادت إلى الساحة الغنائية في عام 1982 وظلت إحدى ركائز الفرقة، وحصلت على الكثير من الترحاب والحب من قبل النقاد والجمهور في الكثير من أدوارها مثل إدمانت (Idamante) في إدومينيو (Idomeneo) وهانسل في هانسل و غريتل (Hansel and Gretel) وروزينا في حلاق إشبيلية (Il Barbiere di Siviglia) وأوكتافيان في دير روزينكافالير (Der Rosenkavalier) وبلانش في حوارات الكرملية (Dialogues des Carmélites) وشيروبينو وميليساند في بليز ميليساند (Pelléas et Mélisande) وشارلوت في ويرثر (Werther) وحنا غلاواري (Hanna Glawary) في الأرملة السعيدة (The Merry Widow). وكان آخر ظهور لها على الساحة في الحفل الموسيقي أثناء تكريم جوزيف فولبي (Joseph Volpe) في العشرين من مايو عام 2006.
وتدربت فون استاد على أسلوب بل كانتو (bel canto)، وعرفت بأدوارها في روسيني (Rossini) في حلاق إشبيلية ولا سينيريتولا (La Cenerentola). أدت أيضًا فون استاد مجموعة كبيرة من المسرحيات الغنائية في الأوبرا، بدءًا من معرض القوارب  إلى صوت الموسيقى والموسيقى الليلية البسيطة وظهرت في العديد من خدمة الإذاعة العامة المتخصصة، الأكثر رُقيًا في التسعينيات من القرن العشرين في حفل ميلاد كارنيجي هول (A Carnegie Hall Christmas Concert). وظهرت في العديد من تكريمات مركز كينيدي والبرامج الإذاعية لـ هيئة الإذاعة الكولومبية سي بي إس. وتعتبر فون استاد فنانة متخصصة في الغناء المنفرد، وبدا ذلك في سلسلة أعمالها من موزارت (Mozart) وهايدن (Haydn) لعرض ألحان مالِر (Mahler) على برودواي. وقد لقي ألبوم ألبومها الغنائي الطويل من أغاني مالِر الكثير من الإشادة والاستحسان مثل ألبومها «تشيريشابل cherishable» من ألحان بيتر جي دافيس (Peter G. Davis)، في نيويورك تايمز.
وعاصرها الملحنون دومينيك أرجينتو (Dominick Argento) وجاك هيجي (Jake Heggie) وكونراد سوسا (Conrad Susa) وريتشارد دانيلبور (Richard Danielpour)، الذين أنتجوا أعمالاً خاصة لفون استاد. وأبدعت في دورها «تينا» من إنتاج أرجينتو في العرض العالمي الأول لـ أوبرا دالاس (Dallas Opera) أوراق أسبيرن (The Aspern Papers) في عام 1988. وسجلت أيضًا أعمالاً أخرى عن طريق أرجينتو. وكتب سوسا دورها «ماركويز ميرتويل» في الأوبرا الخاصة به علاقات غرامية خطرة، التي عرضت لأول مرة في أوبرا سان فرانسيسكو في العاشر من سبتمبر 1994. ولحن دانيلبور شعرًا رثائيًا للفرقة الموسيقية، ميزو-سوبرانو وباريتون أثناء إحياء ذكرى والدها، تشارلز فون استاد Charles von Stade، الذي قتل في وقت متأخر في الحرب العالمية الثانية، قُبيل ميلاد فون استاد بشهرين. وعُرض الشعر الرثائي لأول مرة في يناير 1998 مع سيمفونية جاكسونفيل بقيادة روجر نيرينبيرغ (Roger Nierenberg) والتي سُجلت الآن من قبل الأوركسترا السيمفونية في لندن. وفي عام، كانت أول من مثلت دور «مادلين» في أوبرا الأفعال الأخيرة، وهو الدور الذي كتبه لها خصيصًا الملحن جاك هيجي.
وأدت دورها الأخير على خشبة مسرح أوبرا هيجي الرجل الميت يمشي في أوبرا هيوستن الكبرى في السادس من فبراير 2011 في دور «السيدة باتريك روشيه Mrs. Patrick de Rocher»، وهو الدور الذي كُتب لها أيضًا.
وغنت في التاسع عشر من يناير 1985، في حفل تنصيب الرئيس الخمسين، قبل يوم واحد من التنصيب الثاني لـ رونالد ريغان (Ronald Reagan). حيث قُدمها توني راندل(Tony Randall). وغنت لحنًا من ألحان الهوغونوتيون بقيادة جياكومو ميربير (Giacomo Meyerbeer).
وكانت فون استاد هي الممثلة الأساسية في المراسم الافتتاحية في دورة الألعاب الأولمبية الشتوية عام 2002 في سولت ليك (Salt Lake City) وغنت مع فرقة مورمون اليهودية (Mormon Tabernacle Choir) في الأولمبياد الثقافية التي عقدت بالتزامن مع دورة الألعاب الأولمبية. وغنت في حفل عيد الميلاد اليهودي السنوي في العام التالي.
وتقيم الآن في ألاميدا، كاليفورنيا حيث أدت أدوارًا لدعم الفنون في المدارس المحلية.

## الأعمال المسجلة
سجلت ما يزيد عن 60 عملاً، اشتمل على أعمال الأوبرا الكاملة والألبومات الغنائية والأعمال السيمفونية والبرامج الموسيقية المنفردة وألبومات كروس أوفر الشعبية. وسجلت أيضًا بعض الأعمال الهزلية، مثل أغاني القط (Songs of the Cat) مع جاريسون كيلور (Garrison Keillor). في حين كان ألبومها معرض القوارب هو الأكثر مبيعًا. وظهرت أيضًا مع كاثلين باتل (Kathleen Battle) وجودي دينش (Judi Dench) في تسجيل سيجي أوزاوا (Seiji Ozawa) لـ مندلسون في حلم ليلة منتصف الصيف. وحصلت تسجيلاتها على ستة ترشيحات لجوائز الغرامي، واثنتين من الجائزة الكبرى للديسكو (Grand Prix du Disque) وجائزة ديوتستش (Deutsche Schallplattenpreis) وجائزة سجل النقاد (Premio della Critica Discografica) الإيطالية واستشهادات «السنة الأفضل» من مجلة ستيرو ريفيو (Stereo Review) ومجلة أوبرا نيوز (Opera News).

### تسجيلات الأوبرا
- دور أمارانتا في هايدن لافيدلتا بريمياتا (La fedeltà premiata)، مع قائد الأوركسترا أنتال دوراتي (Antal Dorati) وديكا (Decca) عام 1976.
- دور أنيو في موزارت لا كليمينزا دي تيتو (La clemenza di Tito)، مع قائد الأوركسترا السيد كولين دافيز Sir Colin Davis وفيليبس عام 1976.
- دور أوكتافيان في ريتشارد شتراوس دير روزينكافالير، مع قائد الأوركسترا ايدو دو وارت (Edo de Waart) وفيليبس عام 1976.
- دور فريدريك في أمبرواز توماس ميغنون (Mignon)، مع قائد الأوركسترا أنطونيو دي ألميد (Antonio de Almeida)، هيئة الإذاعة الكولومبية سي بي إس عام 1977.
- دور ليزيتا (Lisetta) في هايدن ايل موندو ديلا لونا (Il mondo della Luna)، مع قائد الأوركسترا أنتال دوراتي وديكا عام 1978.
- دور شيروبينو في موزارت زواج فيجارو، مع قائد الأوركسترا هيربرت فون كارايان (Herbert von Karajan) وديكا عام 1978.
- دور دورابيلا في موزارت كوزي فان توتي (Così fan tutte)، مع قائد الأوركسترا آلاين لومبارد (Alain Lombard)، وايراتو (Erato) عام 1978.
- دور ديدمونا في روسيني عطيل، مع قائد الأوركسترا جيسوس لوبيز-كوبوس (Jesús López-Cobos) وفيليبس عام 1978.
- دور سيندريلا في ماسينت سيندريلا ، مع قائد الأوركسترا يوليوس رودل (Julius Rudel)، هيئة الإذاعة الكولومبية سي بي إس عام 1978.
- دور هانسل في هومبيردينك هانسل وغريتل، مع قائد الأوركسترا السيد جون بريتشارد Sir John Pritchard، هيئة الإذاعة الكولومبية سي بي إس عام 1978.
- دور ميليساند في ديبوسي بليز ميليساند، مع قائد الأوركسترا هيربرت فون كارايان، التداخل الكهرومغناطيسي عام 1978.
- دور بينيلوبي في مونتيفيردي ايل ريتورنو كوت وليسي في باتريا (Il ritorno d'Ulisse in patria)، مع قائد الأوركسترا ريموند ليبارد (Raymond Leppard)، هيئة الإذاعة الكولومبية سي بي إس عام 1980.
- دور إفيز (Iphise) في رامو داردانوس (Dardanus)، مع قائد الأوركسترا ريموند ليبارد وايراتو عام 1980.
- دور شارلوت في ماسينت ويرثر، مع قائد الأوركسترا السيد كولين دافيز وفيليبس عام 1980.
- دور شيروبينو في موزارت زواج فيجارو، مع قائد الاوركسترا السيد جورج سولتي (Sir Georg Solti) وديكا عام 1981.
- دور مارغريت في بيرليوز لا خطيئة دي فاوست (La damnation de Faust)، مع قائد الأوركسترا السيد جورج سولتي وديكا عام 1981.
- دور ملاك Chérubin في ماسينت ملاك، مع قائد الأوركسترا بنكاس شتاينبرغ (Pinchas Steinberg)، الكلية الملكية للفنون عام 1991.
- دور السيدة باتريك روشيه في هيجي الرجل الميت يمشي، مع قائد الأوركسترا باتريك سومرز (Patrick Summers)، كلاسيكيات العذراء عام 2011.

### التسجيلات الموسيقية
- ماغنوليا هوكس وكيم في كيرن معرض القوارب، مع قائد الأوركسترا جون مكلين (John McGlinn)، التداخل الكهرومغناطيسي عام 1988.
- دور كلير في برنستاين في المدينة، مع قائد الأوركسترا مايكل تيلسون توماس(Michael Tilson Thomas)، ودويتشه جراموفون (Deutsche Grammophon) عام 1992.

### تسجيلات الحفلات الموسيقية
- هايدن: هرموني-ميسي (Harmonie-Messe) هوب XXII:14، مع قائد الأوركسترا ليونارد برنستاين (Leonard Bernstein)، هيئة الإذاعة الكولومبية سي بي إس عام 1975.
- موزارت: ميسا سولمني كيه في 139 (ويسينهاوس ميسي (Waisenhaus-Messe))، مع قائد الأوركسترا كلاوديو أبادو (Claudio Abbado) ودويتشه جراموفون عام 1976.
- مالِر: السيمفونية رقم 4 في جيه الرئيسي، مع قائد الأوركسترا كلاوديو أبادو ودويتشه جراموفون عام 1977.
- موزارت: جروسي ميسر كيه في 427، مع قائد الأوركسترا ليونارد برنستاين ودويتشه جراموفون عام 1990.
- مندلسون: حلم ليلة منتصف الصيف العملية رقم 61، مع قائد الأوركسترا سيجي أوزاوا ودويتشه جراموفون عام 1992.
- مالِر: السيمفونية رقم 4 في جيه الرئيسي، مع قائد الأوركسترا يوئيل ليفي (Yoel Levi) وتيلارك (Telarc) عام 1999.

### التسجيلات الموسيقية الفردية
- الألحان والثنائيات عن طريق برامس وشاوسون وموزارت وسانيت ساينس وألساندرو سكارلاتي وشوبرت وشومان، مع جوديث بليجين (سوبرانو) وهيئة الإذاعة الكولومبية سي بي إس عام 1975.
- غنت فريدريكا فون استاد أغنية موزارت وألحان روسيني، مع قائد الأوركسترا ايدو دو وارت وفيليبس عام 1976.
- ألحان الأوبرا الفرنسية: ألحان بيرليوز وغونود وماسينت وميربير وأوفنباخ وتوماس، مع قائد الأوركسترا السيد جون بريتشارد، هيئة الإذاعة الكولومبية سي بي إس عام 1976.
- ألحان الأوبرا الإيطالية: ألحان بروسشي وليونكافالو ومونتيفيردي وبايسيلو وروسيني، مع قائد الأوركسترا ماريو بيرناردي، هيئة الإذاعة الكولومبية سي بي إس عام 1978.
- مالِر: أغاني الاوركسترا (ليدير إنيز فاهراندن جيسلين ، روكيرت-ليدير  وأغنيتان من دي كنابن وندرهورن )(Des Knaben Wunderhorn)، مع قائد الأوركسترا أندرو دافيز، هيئة الإذاعة الكولومبية سي بي إس عام 1978.
- الأغنية الفردية: أغاني لـ كانتلوب ودولاند وديبوسي، كارول هول (Carol Hall) وليزت وبورسيل، مع العازف على البيانو مارتن كاتز، هيئة الإذاعة الكولومبية سي بي إس عام 1978.
- كانتلوب: تشانتس دو أوفيرجن (Chants d'Auvergne)، مع قائد الأوركسترا أنطونيو دي ألميد، هيئة الإذاعة الكولومبية سي بي إس عام 1979.
- رافايل: شهرزاد  وتشانسونز ماديكاسيس وميلوديس بوبولايرس جريكويز (Mélodies populaires grecques) وميلوديس هيبرايكويز (Mélodies hebraïques)، مع قائد الأوركسترا سيجي أوزاوا، هيئة الإذاعة الكولومبية سي بي إس عام 1981.
- بيرليوز: لو نويتس دو اتيت (Les Nuits d'été)، خيار رقم. 7 / ديبوسي: لا دامويزلي إلوي ، مع قائد الأوركسترا سيجي أوزاوا، هيئة الإذاعة الكولومبية سي بي إس عام 1983.
- فاوري: ميلوديس، مع العازف على البيانو جون فيليب كولارد، التداخل الكهرومغناطيسي عام 1983.
- وغنت فريدريكا فون استاد الأغنتين مونتيفيردي وكافالي ، مع قائد الأوركسترا ريموند ليبارد وايراتو عام 1985.
- الأغنية المهداة (Liederabend): غناها كانتلوب وكوبلاند وفاوري وإفيز ومالِر وباساتيري وشونبرج وريتشارد شتراوس، مع العازف على البيانو مارتن كاتز وأورفيوس (Orfeo) (التسجيل الحي من مهرجان سالزبورغ (Salzburg) في الثامن عشر من أغسطس 1986).
- حبي المضحك My Funny Valentine: المقتطفات الأدبية المختارة لـ (Rodgers and Hart) رودجرز وهارت، مع قائد الأوركسترا جون مكلين، التداخل الكهرومغناطيسي عام 1989.
- كلود ديبوسي: ميلوديس، مع العازف على البيانو دالتون بالدوين (Dalton Baldwin)، التداخل الكهرومغناطيسي عام 1991.
- أوفنباخ: الألحان والاستهلال الموسيقي ، مع قائد الأوركسترا أنطونيو دي ألميد، الكلية الملكية للفنون عام 1994.
- برنستاين: الألحان والأغاني الشعبية، مع قائد الأوركسترا مايكل تيلسون توماس ودويتشه جراموفون عام 1996.
- عبر أحلامك: غنت فريدريكا فون استاد أغنية بروبيك، وتيلارك عام 1996.
- وجوه الحب: أغنية جاك هيجي، مع المؤلف الموسيقي مثل العازف على البيانو، الكلية الملكية للفنون عام 1999.

### أغاني فريدريكا فون استاد على القرص الرقمي متعدد الاستخدامات دي في دي
- دور شيروبينو في موزارت زواج فيجارو، مع قائد الأوركسترا السيد جون بريتشارد، الأداء الحي في مهرجان جلينديبورني Glyndebourne عام 1973، وعلى الدي في دي عام 2001.
- دور أنجلينا في روسيني لا سينيريتولا، مع قائد الأوركسترا كلاوديو أبادو، الفيلم الأوبري عام 1981 (للمخرج: جان بيير بونيلي Jean-Pierre Ponnelle)، ودي في دي دويتشه جراموفون.
- دور إدمانت في موزارت إدومينيو، مع قائد الأوركسترا جيمس ليفين (James Levine)، الأداء الحي في أوبرا ميتروبوليتان في عام 1982 ودي في دي دويتشه جراموفون.
- دور هانسل في هومبيردينك هانسل و غريتل، مع قائد الأوركسترا توماس فولتون (Thomas Fulton)، الأداء الحي في أوبرا ميتروبوليتان في عام 1982 ودي في دي دويتشه جراموفون.
- موزارت: جروسي ميسر كيه في 427، مع قائد الأوركسترا ليونارد برنستاين، الأداء الموسيقي الحي عام 1990 ودويتشه جراموفون.

## التكريم
كُرمت فون استاد بحصولها على جائزة من البيت الأبيض من الرئيس ريغان تقديرًا لمساهمتها المتميزة في الفنون وحصلت على أعلى درجات التكريم الفرنسية في الفنون كضابط في وسام الفنون والآداب (Ordre des Arts et des Lettres). وفي عام 2009، حصلت على جائزة الدكتوراه الفخرية من معهد كليفلاند للموسيقى، وانتُخبت للأكاديمية الأمريكية للفنون والعلوم في أبريل 2012.

## فنون تريفيا
اعتُبرت فون استاد الشخصية الرئيسية المحبوبة في مسلسلات هيئة الإذاعة الكولومبية سي بي إس الواجهة الشمالية (وظهر تفسيرها لـ بيليرو (Bailero) من كانتلوب تشانتس دو أوفيرجن في مقطع موسيقي أصلي في ألبومها).
تلخيص قضية تتعلق بنزاع حول الحقوق الزوجية والمكاسب بين (إلكوس ضد إلكوس، 572 N.Y.S.2d 901 (N.Y. App. Div. 1991))[<a href="http://scholar.google.com/scholar_case?case=10761871029160238353&hl=en&as_sdt=2&as_vis=1&oi=scholarr]">http://scholar.google.com/scholar_case?case=10761871029160238353&hl=en&as_sdt=2&as_vis=1&oi=scholarr]</a> بين فون استاد وبيتر إلكوس، زوجها السابق، الذي ظهر في الكتاب المدرسي أملاك دوكمينير، الذي يدرس عادة في السنة الأولى من كلية الحقوق.
وظهرت فون استاد أيضًا في المشهد الأخير من حفل نحن في غاية المتعة (We Are Most Amused)، وكانت الأفضلية لحفل عيد الميلاد الستين لـ الأمير تشارلز. وقامت بدور فالكيري (Valkyrie) المرافقة لـ إريك ايدل (Eric Idle) في غناء النسخة المعدلة من أغنية «دائما ننظر إلى الجانب المشرق من الحياة(Always Look on the Bright Side of Life)».